# Герои не опаздывают
«Герои не опаздывают» — советский документальный короткометражный фильм 1968 года режиссёра Никиты Хубова.
22 июня 1941 года село Доргунь подверглось обстрелу уже утром — находилось на государственной границе СССР на линии Белосток—Гродно. В полутора километрах от деревни располагалась четвёртая застава 86-го Августовского пограничного отряда войск НКВД — сведения о данной заставе немногочисленны и обросли местными легендами. Во время выхода фильма — в 1968 году, газета «Советская Белоруссия» писала, что из более двух тысяч бойцов отряда в живых остался только один — отправленный с заставы в комендатуру с донесением; он закончил войну в звании капитана.

## Содержание
Сначала о замысле. Он родился из размышлений о старых дотах, разбросанных по окраинам городов, селам и деревням. … авторы будущего фильма Н. Хубов и В. Орлов хотели отдать дань памяти героям и их подвигам. Случайно было обнаружено письмо пионеров с обращением ко всем героям, которые сражались на заставе у их деревни.— журнал «Неман», № 7, 1967
29 августа 1967 года. Автобусная остановка на шоссе у села Доргунь, Белоруссия.
Ученики сельской школы, написавшие письмо в газету с приглашением на пионерский сбор участников обороны деревни в 1941 году — героев-пограничников Доргунской заставы, в назначенный день, написав транспоранты, подготовив песни, с хлебом-солью ждут автобус, на котором должны приехать герои — на шоссе у автобусной остановки: герои могут приехать только одним из четырёх проходящих мимо рейсовых автобусов «Голынка-Гродно». 
Фильм показывает, как пионеры вместе со съёмочной группой, вымокнув под дождём, ждут до ночи, но никто из героев так и не приезжает.
Концовка фильма постановочная: на следующий день один из пионеров находит в поле заброшенный ДОТ, куда и приносит приготовленный для встречи героев хлеб-соль.

## Критика
В основе этой художественно-документальной новеллы — организованный репортаж. Чувства и переживания детей, ждущих в гости бывших фронтовиков, ярко раскрыты в картине.— Современное белорусское кино. — Минск: Наука и техника, 1985—310 с. — стр. 45

Фильм публицистичен, ибо он обращен и к взрослым, — ведь как часто они, руководя «красными следопытами», губят самую идею казенным подходом, разрушают очаровательные тайны и тем самым выхолащивают высокий смысл поисков. … Герои никогда не опаздывают,— утверждает свою тему режиссер. Фильм не однозначен. Он утверждает, отрицая.— журнал «Неман», № 7, 1967